# الخشاف
الخشّاف هو مشروب جزائري تقليدي، حلو ومنشّط، يعود أصله إلى مدينة قسنطينة.

## الوصف
يُحضّر من شراب مكوَّن من ماء الورد، الزبيب، وماء زهر البرتقال، ويُنكَّه بأعواد القرفة .